# Vadamadurai
Vadamadurai (o Vada-Madura) è una suddivisione dell'India, classificata come town panchayat, di 15 418 abitanti, situata nel distretto di Dindigul, nello stato federato del Tamil Nadu. In base al numero di abitanti la città rientra nella classe IV (da 10 000 a 19 999 persone).

## Geografia fisica
La città è situata a 10° 28' 0 N e 78° 4' 60 E e ha un'altitudine di 274 m s.l.m..

## Società

### Evoluzione demografica
Al censimento del 2001 la popolazione di Vadamadurai assommava a 15 418 persone, delle quali 7 724 maschi e 7 694 femmine. I bambini di età inferiore o uguale ai sei anni assommavano a 1 949, dei quali 974 maschi e 975 femmine. Infine, coloro che erano in grado di saper almeno leggere e scrivere erano 9 318, dei quali 5 369 maschi e 3 949 femmine.